# Comércio da Franca
O Comércio da Franca é um jornal editado pelo Grupo Corrêa Neves de Comunicação (GCN Comunicação) na cidade de Franca, São Paulo. Fundado em 1915, completou 100 anos de circulação ininterrupta em 30 de junho de 2015. A partir de dezembro de 2018, o jornal interrompeu suas publicações em dias úteis, mantendo-as durante os finais de semana.

## Prêmios
Prêmio ExxonMobil de Jornalismo (Esso)
- 2007: Esso de Fotografia, concedido a Tiago Brandão, pela obra "Mãe Salva Filho em Piscinão"[3]